# Phalaenopsis parishii
Phalaenopsis parishii Rchb.f. 1865 es una orquídea del género Phalaenopsis de la subfamilia Epidendroideae de la familia de las Orchidaceae. Nativas del sureste de Asia, desde la zona este del Himalaya pasando por Birmania hasta Vietnam.

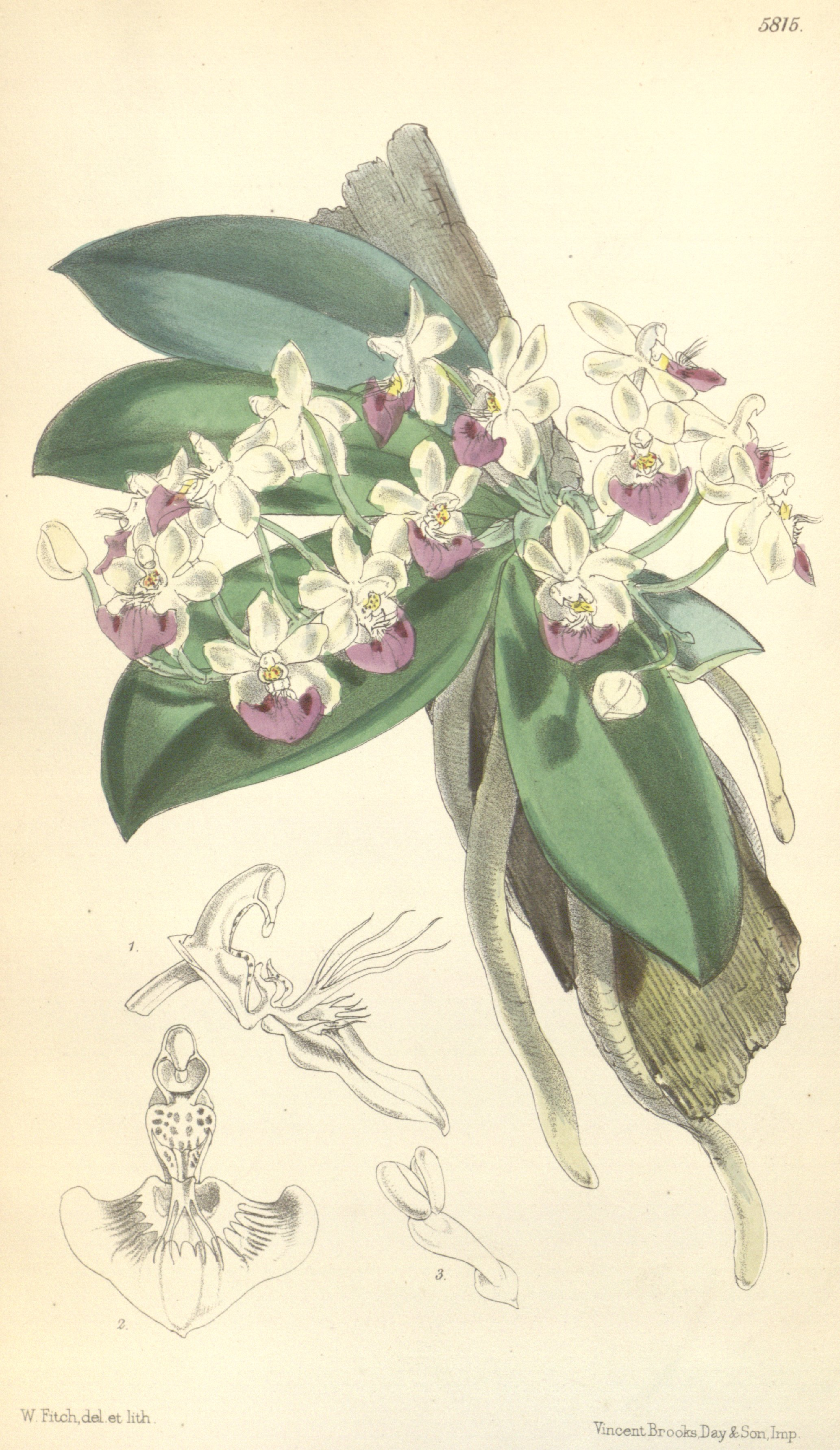
Ilustración

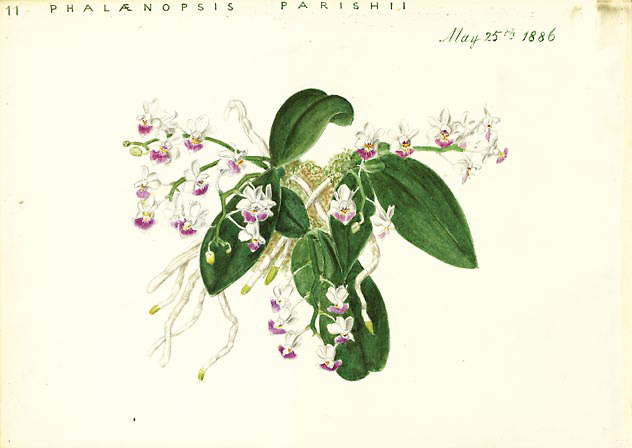
Ilustración

## Hábitat
Orquídea epífita. En la naturaleza se encuentran debajo del dosel forestal en la humedad de la parte baja, protegidas de la luz solar directa. Se desarrolla en troncos de árboles con abundante musgo de donde las raíces de la planta sacan los nutrientes con los restos de corteza del árbol. En altitudes de unos 500 m s. n. m.

## Descripción
La Phalaenopsis parishii es una planta con numerosas raíces carnosas largas, no muy flexuosas, glabras.

Tallos muy cortos, completamente abrazados por hojas-vainas imbricadas.

Hojas carnosas, arqueadas o pendulares, una base cuneiforme se abre más o menos en un limbo ovoide o elíptico. A veces asimétricas acanaladas en el haz y ligeramente carenadas en su envés de más de 12 cm × 5  (a veces más pequeñas).

Tallo floral delgado que se puede encontrar erecto o arqueado, pocas flores de 5 a 9 con raquis en zigzag. Pudiendo alcanzar los 14 cm.

Flores pequeñas de unos 2 cm. Sépalo dorsal elíptico, oblongoelíptico o redondeado, picudo u obtuso. Sépalos laterales oblicuos, ovoideo o suborvicular, picudo u obtuso. Pétalo en cuña en la base luego ovoide, elíptico-ovoide u obtuso. Labio trilobulado, unido en el lado derecho con la base de la columna con un rabillo pequeño. Lóbulos laterales dirigidos de atrás a adelante triangulares con una quilla carnosa característica. Lóbulo medio móvil triangular de forma convexa, picudo u obtuso. Presenta en la base un abultamiento semicircular cuyos lados están con flecos. En la junta del lóbulo intermedio y los laterales se encuentra un saliente carnoso, bilobado, aplanado, cada lóbulo ahorquillado. Columna corta, carnosa y muy dilatada en la base. Ovario pedicilado de 15 mm o más de longitud.

Florece fundamentalmente al final del invierno o en la primavera. sépalos y pétalos de un blanco lechoso. Lóbulo medio con un malva y púrpura-magenta. Lóbulos laterales con un amarillo tiznado o malva. La base de la columna moteada de marrón.

## Cultivo
Estas plantas no son muy exigentes en cuanto a su cultivo. Requiere unas condiciones mínimas que no son difíciles de conseguir dentro de las casas.
- Temperatura

Se desarrolla bien con la temperatura de la casa. Soporta temperaturas de entre 14 y 35 °C con preferencia de temperatura durante el día de 20-24 °C. Para hacerla florecer, hay que mantener una diferencia de temperatura de 5 °C entre el día y la noche durante un mes.
- Luz

Los Phalaenopsis prefieren una luz viva, sin el sol directo del periodo del mediodía. Su ideal está entre 15.000 y 20.000 lux. Para ello se pueden situar junto a una ventana orientada al este o al oeste, con un visillo o cortina fina de por medio. Sin que le de la luz directa del sol pues se le pueden quemar las hojas. Las raíces de estas orquídeas son verdes, tienen clorofila por tanto capaces de realizar la fotosíntesis, por lo que es conveniente que estén en macetas incoloras.
- Agua

De preferencia no calcárea y sin cloro (usar cartuchos filtrantes si el agua disponible es muy calcárea).
La humedad ambiental debe estar situada entre el 50 y 60%, si bien debe ser mayor cuanto más alta sea la temperatura.
- Riegos

Moderados. Hay que dejar secar un poco el compost entre dos riegos. Las raíces prefieren los compost con buen drenaje. Disminuir los riegos cuando los nuevos pseudobulbos estén maduros. Algunas variedades prefieren que las raíces sequen rápidamente.
- Humedad

Les gustan las vaporizaciones.
- Aclareo

Normalmente al final del invierno o en la primavera, después de la floración. Toleran bien los tiestos pequeños. Utilizar de preferencia un tiesto no poroso (nada de macetas de barro cocido), a fin de no concentrar las sales minerales. Si no, se recomienda de humedecer el compost con agua clara de vez en cuando. Después del cambio de tiesto, esperar unas dos semanas antes de emprender el ritmo normal de riegos. Vaporizar el envés de las hojas.
- Sustrato

Granulometría de fina a media, a base de corteza de pino, atapulgita o argex (esferas de tamaño variable), carbón vegetal, poliestireno.
- Abonos

Debido a que son plantas epífitas que viven sobre troncos de árboles y recogen el agua de lluvia que escurre no tienen grandes exigencias de abono.

Venden abonos especiales para ellas, pero basta con usar un abono para plantas de interior reduciendo su dosis a la cuarta parte, que aplicaremos cada 10-15 días en la floración y el resto del tiempo esporádicamente. 
- Reproducción

Producen innumerables semillas, pero difíciles de germinar como no estén en simbiosis con un hongo. Por lo cual, el método más fácil es mediante Keikis (hijuelo que la planta madre emite en la vara floral, tras la floración). Para estimular la aparición de Keikis tras la floración, se corta la vara por encima de un nudo sobre la mitad de su longitud. Luego se retira con cuidado la pielecilla que cubre las yemas de los entrenudos, con mucho cuidado para no dañar estos. Con ello conseguiremos que les llegue más luz.

También se puede diluir una pizca de la hormona de crecimiento vegetal benziladenina en agua y con un pincel dar un fino toque en el corte para estimular su aparición. Una vez el keikis ha emitido unas raíces pequeñas se puede separar de la planta madre.

## Historia
Fue descubierta en 1864 por el reverendo C. Parish que envió plantas a la Compañía "Low" y al jardín botánico de Kew en Inglaterra.

## Taxonomía
Phalaenopsis parishii fue descrita por Heinrich Gustav Reichenbach y publicado en Botanische Zeitung (Berlin) 23: 146. 1865.
Etimología
Phalaenopsis: nombre genérico que procede del griego phalaina = “mariposa” y opsis = “parecido”, debido a las inflorescencias de algunas especies, que recuerdan a mariposas en vuelo. Por ello, a las especies se les llama “orquídeas mariposa”.
parishii: epíteto otorgado en honor de su descubridor, el reverendo C.S.P.Parish. 
Sinonimia
- Grafia parishii (Rchb.f.) A.D.Hawkes (1966)
- Polychilos parishii (Rchb.f.) Shim (1982)
- Aerides decumbens Griff. (1851)
- Kingiella decumbens (Griff.) Rolfe (1917)
- Biermannia decumbens (Griff.) Tang & F.T.Wang ex Merr. & Metcalf (1945)
- Phalaenopsis decumbens (Griff.) Holttum (1947)
- Kingidium decumbens (Griff.) P.F.Hunt (1970)
- Polychilos decumbens (Griff.) Shim (1982)[2][3]